# New wave in Italia
La scena musicale New wave in Italia nacque intorno al 1980, qualche anno dopo l'esplosione anglo-statunitense.

## Il contesto
Rispetto alla scena internazionale, in Italia la new wave fece fatica a diventare un genere popolare, anche a causa della scarsa attenzione prestata dai mass media nazionali per questo genere musicale. Già nel 1976 tracce new wave erano state inserite da Patty Pravo nell'album "Biafra", che però fu un insuccesso, essendo fortemente avanti per il clima musicale italiano dell'epoca.
Tuttavia, fin dai primissimi anni ottanta si formarono numerose band nelle maggiori città italiane. Bologna, Firenze, Milano e in seguito anche Torino, Roma, Genova, Taranto, Pordenone con l'esperimento del "Great Complotto", Bassano del Grappa, Udine, Venezia, Catania e Lecce conoscono le prime sperimentazioni e produzioni indipendenti. Anche in Italia le sonorità new wave pure troveranno comunque degli estimatori, e svilupperanno forme proprie, seppur marginalmente rispetto ai colossi angloamericani: tre band fiorentine, i Litfiba, i Diaframma e i Neon incarneranno lo spirito con maggior successo commerciale. Altri nomi di spicco furono Gaznevada, The Stupid Set, Confusional Quartet, CCCP, Go Flamingo!, Denovo, Frigidaire Tango, Garbo, Detonazione, Symbiosi, Moda, Kirlian Camera, Pankow, Underground Life, Viridanse, Deca, Violet Eves, Monuments, Style Sindrome, Decibel, il loro frontman Enrico Ruggeri, Take for Run e vari altri.

## Lo stile musicale
Il genere new wave comunque anche in Italia ebbe una serie di sfaccettature che spesso portò a diverse contaminazioni musicali soprattutto con l'elettronica e il synth pop. Alla fine degli anni settanta, con forti influenze punk (anche nel look) vanno ricordati i Decibel capitanati da Enrico Ruggeri che ebbero un certo successo con il singolo Contessa. Dalle file del punk italiano provenivano anche le Kandeggina Gang, irriverenti ragazze che proposero canzoni volontariamente provocatorie e da cui poi emerse Jo Squillo, personaggio che ebbe una buona risonanza mediatica sia per il personaggio stravagante che per canzoni come Skizzo Skizzo, Violentami sul metrò, Avventurieri. Alberto Camerini ottenne un grande successo proponendo canzoni orecchiabili impostate su ritmi elettronici (Tanz Bambolina, Rock 'n' Roll Robot) presentandosi inoltre come un moderno arlecchino punk, citando cioè la vecchia tradizione della commedia dell'arte e la cultura postmoderna.
Anche nell'ambito del pop più commerciale, molti artisti furono fino alla metà degli anni ottanta abbondantemente influenzati dalla new wave d'oltralpe e dall'elettropop: ad esempio il primissimo Scialpi di Rockin' Rollin' oppure Rettore e Ivan Cattaneo i quali furono i massimi esponenti italiani di quell'attitudine all'eccesso e al travestimento tipica degli anni ottanta (si pensi a Boy George). Impostati a una new wave con sfumature più decadenti, in gran parte derivate dal periodo berlinese di David Bowie, furono Faust'O e Garbo, quest'ultimo autore di singoli significativi come A Berlino... va bene, Vorrei regnare, Generazione. Tra i personaggi ascrivibili alla new wave bisogna citare anche Diana Est, personaggio che incise solo tre singoli ma che impose un'immagine d'effetto, a metà tra la modernità e la classicità rivisitata (ad esempio il singolo di successo Tenax, scrittole da Enrico Ruggeri, aveva una serie di strofe cantate in latino).

## Il successo
Gli esiti più alti, sia a livello di vendita che di qualità, furono rappresentati da Franco Battiato e dai Matia Bazar; il primo è un cantautore difficile da inquadrare in un solo genere, tuttavia il celebre album La voce del padrone ha rappresentato uno dei vertici della cultura musicale dell'epoca; inoltre Battiato negli anni ottanta fu a capo di una sorta di "factory", intraprendendo proficue collaborazioni con artisti come Alice (si pensi al singolo Chanson egocentrique) e Giuni Russo. Quest'ultima si impose con una serie di successi disimpegnati, ma non bisogna dimenticare brani come Una vipera sarò e Crisi metropolitana (contenuti nell'album Energie) composti da suoni elettronici assai serrati ed enfatizzati dalla potente ed evocativa voce della cantante. I Matia Bazar riuscirono a portare al successo una serie di album (Berlino, Parigi, Londra, Tango, Aristocratica) che contenevano canzoni orecchiabili e anche sperimentazioni musicali; la stessa figura di Antonella Ruggiero, voce inconfondibile del gruppo, seppe potenziare brani chiave della new wave italiana come Fantasia, Elettrochoc, Il video sono io, Vacanze romane (portato anche al Festival di Sanremo), Aristocratica; inoltre i Matia Bazar furono negli anni ottanta vicini a una certa cultura artistica d'avanguardia, si pensi alla collaborazione con l'architetto e designer Alessandro Mendini scaturita nell'LP Architettura sussurrante e con la stilista Cinzia Ruggeri.
Altro gruppo degno di nota sono i Krisma, duo elettronico composto da Maurizio Arcieri e Christina Moser, principalmente noti per il singolo Many Kisses e l'album Clandestine Anticipation. Sono stati poi tra i primi in Italia ad affidarsi alla promozione attraverso i videoclip musicali.
Nel primo decennio del 2000 molte etichette di distribuzione hanno reimmesso nel mercato italiano innumerevoli riedizioni di musica new wave, migliorandone la qualità degli arrangiamenti e delle sonorità in genere, ottenendo un discreto successo dal punto di vista commerciale.

## Nei media
La trasmissione televisiva Mister Fantasy, condotta da Carlo Massarini, in generale diede molto spazio a tutta la variegata e sfuggente scena new wave italiana.
Nel 2008 esce il documentario di Pierpaolo De Iulis Crollo nervoso: la new wave italiana degli anni '80, l'unico documentario sull'intera scena italiana dell'epoca, contenente rari videoclip, filmati di concerti, interviste e materiale cartaceo.

## Filmografia
- Angelo Rastelli, Punk Italiano. Le Radici 1977 1982, su Youtube, 12 mar 2018,  a 0 min 00 s. URL consultato il 19 Maggio 2020.
- Pierpaolo De Iulis, CROLLO NERVOSO - New Wave italiana degli anni 80, su Youtube, 22 ago 2013,  a 0 min 00 s. URL consultato il 19 Maggio 2020.